# Stazione di Chelmsford
La stazione di Chelmsford (in inglese Chelmsford railway station) è la principale stazione ferroviaria di Chelmsford, in Inghilterra.